# C8H6N4
化学式C8H6N4（摩尔质量：158.16 g/mol）可以指：
- 2,2'-联嘧啶，CAS号：34671-83-5
- 4,5-二氨基邻二苯腈，CAS号：129365-93-1
- 5,6-二甲基-2,3-吡嗪二甲腈，CAS号：40227-17-6
- 1H-苯并三唑-1-乙腈，CAS号：111198-08-4

|  | 这个同类索引页列出了具有相同分子式的化学物（即同分異構體）条目。 除非您是有意链接至本页，否则应将相应条目的内部链接指向正确的条目。 |